# بوروبایتال
بوروبایتال (به زبان قزاقی: Буырылбайтал، بۋىرىلبايتال}} یک منطقهٔ مسکونی در قزاقستان است که در شهرستان معین‌قوم واقع شده‌است. بوروبایتال ۳۳۶ نفر جمعیت دارد.